# 楚辞新论
《楚辞新论》是谢无量的一部著作，《国学小丛书》本，上海商务印书馆1923年5月出版。
此书共六章。第一章绪论；第二章屈原历史的研究；第三章《楚辞》的篇目；第四章《离骚经》新释；第五章屈原的思想及其影响；第六章楚辞评论家之评论。